# Musée national des ordinateurs et de la technique ENTER
 (février 2022).
Si vous disposez d'ouvrages ou d'articles de référence ou si vous connaissez des sites web de qualité traitant du thème abordé ici, merci de compléter l'article en donnant les références utiles à sa vérifiabilité et en les liant à la section « Notes et références ».
Le Musée national des ordinateurs et de la technique, également appelé ENTER, est un musée situé dans la ville de Soleure en Suisse. Il expose outre des ordinateurs, des machines à calculer mécaniques et électroniques, des appareils issus de la technique de la radio et télévision ainsi que de la transmission.

## Histoire
Le musée a été créé à partir de la collection de l'entrepreneur Felix Kunz, qui rassembla pendant trente ans des ordinateurs. Une partie des quelque 5 000 objets étaient présentés dans une vieille ferme le Lischerhof à Soleure dont la surface de 600 m2 était trop faible pour présenter toute la collection.
En 2010, Felix Kunz créa avec Monique et Peter Regenass une fondation pour le musée. Le collectionneur Regenass apporta 300 machines à calculer mécaniques. En décembre 2011, le musée a été transféré dans l'ancien dépôt de boisson de la gare de Soleure sur une surface d'exposition de 1 800 m2.
En 2015, le Musée national suisse de l'audiovisuel à Montreux se ferme et transfère une partie de sa collection au ENTER.

## Collection
Le musée ENTER présente des ordinateurs qui peuvent fonctionner. Dans la collection on trouve en outre les premiers ordinateurs domestiques : le Mark-8, Apple I et le Commodore PET 2001 et de gros ordinateurs comme l'IBM System/370 de 1970 ou le Sperry UNIVAC 90/30 de 1972.